# Sanmen Lu
Sanmen Lu (chiń. 三门路站) – stacja początkowa metra w Szanghaju, na linii 10. Zlokalizowana jest pomiędzy stacjami Yingao Dong Lu i Jiangwan Tiyuchang. Została otwarta 10 kwietnia 2010.